# Spoorlijn Hagen Hauptbahnhof - Hagen-Heubing
De spoorlijn Hagen Hauptbahnhof - Hagen-Heubing is een Duitse spoorlijn en is als spoorlijn 2804 onder beheer van DB Netze.

## Geschiedenis
Het traject werd door de Preußische Staatseisenbahnen geopend op 1 november 1894.  

## Treindiensten
Op het traject rijdt de S-Bahn Rhein-Ruhr de volgende route:
| Serie | Treinsoort            | Route | Bijzonderheden |
| ----- | --------------------- | --- | -------------- |
| S 8   | S-Bahn (DB Regio NRW) | Mönchengladbach Hbf – Neuss Hbf – Düsseldorf Hbf – Gruiten – Wuppertal Hbf – Schwelm – Gevelsberg Hbf – Hagen Hbf |                |

## Aansluitingen
In de volgende plaatsen is of was er een aansluiting op de volgende spoorlijnen:
Hagen Hauptbahnhof
DB 26, spoorlijn tussen Hagen Hauptbahnhof en Hagen-Eckesey
DB 2400, spoorlijn tussen Düsseldorf en Hagen
DB 2550, spoorlijn tussen Aken en Kassel
DB 2800, spoorlijn tussen Hagen en Haiger
DB 2801, spoorlijn tussen Hagen en Dortmund
DB 2810, spoorlijn tussen Hagen en Dieringhausen
DB 2816, spoorlijn tussen Hagen en Ennepetal-Altenvoerde
DB 2819, spoorlijn tussen Hagen en Hagen-Oberhagen
aansluiting Kückelhausen
DB 2816, spoorlijn tussen Hagen en Ennepetal-Altenvoerde
Hagen-Heubing
DB 2423, spoorlijn tussen Düsseldorf-Derendorf en Dortmund Süd

## Elektrificatie
Het traject werd in 1968 geëlektrificeerd met een wisselspanning van 15.000 volt 16⅔ Hz.